# Spiniphryne gladisfenae
Spiniphryne gladisfenae es un pez que pertenece a la familia Oneirodidae. Habita en el Océano Atlántico. Las hembras de esta especie crecen hasta una longitud de 10,5 centímetros (4,1 pulgadas) SL. 
Posee dos apéndices en la punta, cubiertas de pequeñas papilas y de filamentos alrededor de la base.
Fue reconocida por primera vez en 1932, por el naturalista estadounidense William Beebe.

### Lectura recomendada
- Pietsch, T.W. and Z.H. Baldwin (2006) A revision of the deep-sea anglerfish genus Spiniphryne Bertelsen (Lophiiformes: Ceratioidei: Oneirodidae), with the description of a new species from the Central and Eastern North Pacific Ocean., Copeia 2006(3):404-411.